# Атаманський парк
Атама́нський парк — заповідне урочище місцевого значення в Україні. Розташований біля села Головківки Черкаського району Черкаської області.
Площа — 397 га. Охоронний режим встановлено як об'єктові природно заповідного фонду рішенням Черкаського облвиконкому від 27 червня 1972 року № 367. Установа, землекористувач або землевласник, у віданні якої перебуває заповідний об'єкт,— ДП «Кам'янське ЛГ». Розташоване у квадратах 68−76, 78 Креселецького лісництва.

## Історія
Лісовий масив має давню історію. У другій половині XVII століття за послуги в битві з татарами під Чигирином цей ліс був подарований князю Ромодановському (він мав чин отамана — звідси і назва парку), який продає його пізніше князям Краснокутським. Фундуклей І. І., який придбав Холодноярські ліси від Безрадецьких, у середині XIX століття побудував тут вісім ставів, проклав шість кілометрів доріг з вогнетривкої цегли, ввіз насадження чужоземних дерев, побудував вісім сторожок для лісової охорони, яка охороняла ліс і фазанів.
У 1850—1855 роках власником Атаманського парку став Артем Терещенко, який на місці під Головківкою побудував два поміщицьких будинки, а на ставках — купальні. Його син Микола в 1869 році створив два лісництва — Канівське і Креселецьке, до останнього увійшов Атаманський парк. Тоді ж було проведено перше лісовпорядження, на основі якого в 1871 році був складений фундаментальний план лісогосподарства. Тоді в парку було близько 30 дерев віком від 300 до 500 років.
У роки німецької окупації парку було завдано значної шкоди — були вирубані старі дуби, розриті насипи ставків, замулилися джерела.
З 1972 року Атаманському парку надано статус заповідного урочища.

## Характеристика парку
Більша частина парку (367 га) є лісом, інша площа розподіляється між ставками та рільними землями. У лісі ростуть дуби черешчатий і червоний, сосни звичайна і чорна, ялина, 8 видів тополь, 12 — верби, 5 — клена, 2 — берези, 2 — вільхи, 2 — липи, 3 — ясена, берест, черешня, черемха звичайна та осика. На 48 га кущових порід ростуть 3 види бузини, 3 — глоду та інші. Зростає понад 150 видів однорічних і багаторічних трав'янистих рослин.
Тут трапляються сарни, дикі свині, лисиці, зайці, борсуки та куниці.
Численні лісові джерела створюють струмки, з яких утворилися два стави. Особливістю парку є цілюще джерело «Живун», потужність якого становить близько 0,5 літрів за хвилину. Лікувальні властивості джерела були відомі ще до 1 століття до н. е. Вода з джерела за своїм складом близька до знаменитої «Нафтусі»: слабколужна, слабкомінеральна, зі слідами радону. Територія навколо джерела облаштована альтанкою із столиком і лавами, над джерелом зведено дах, до джерела ведуть кам'яні сходи.

## Галерея

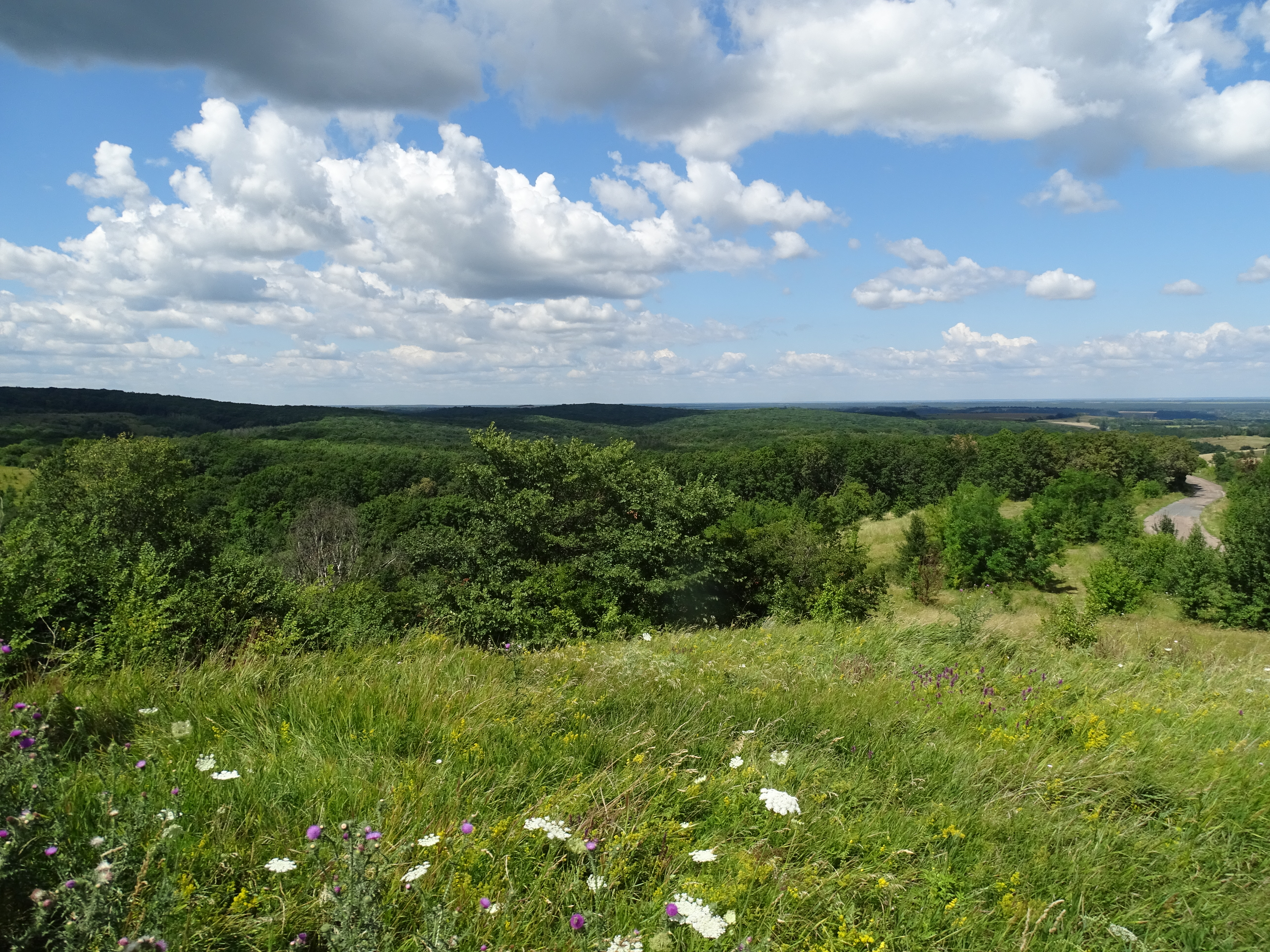
Краєвид на Атаманський парк з Жукової гори
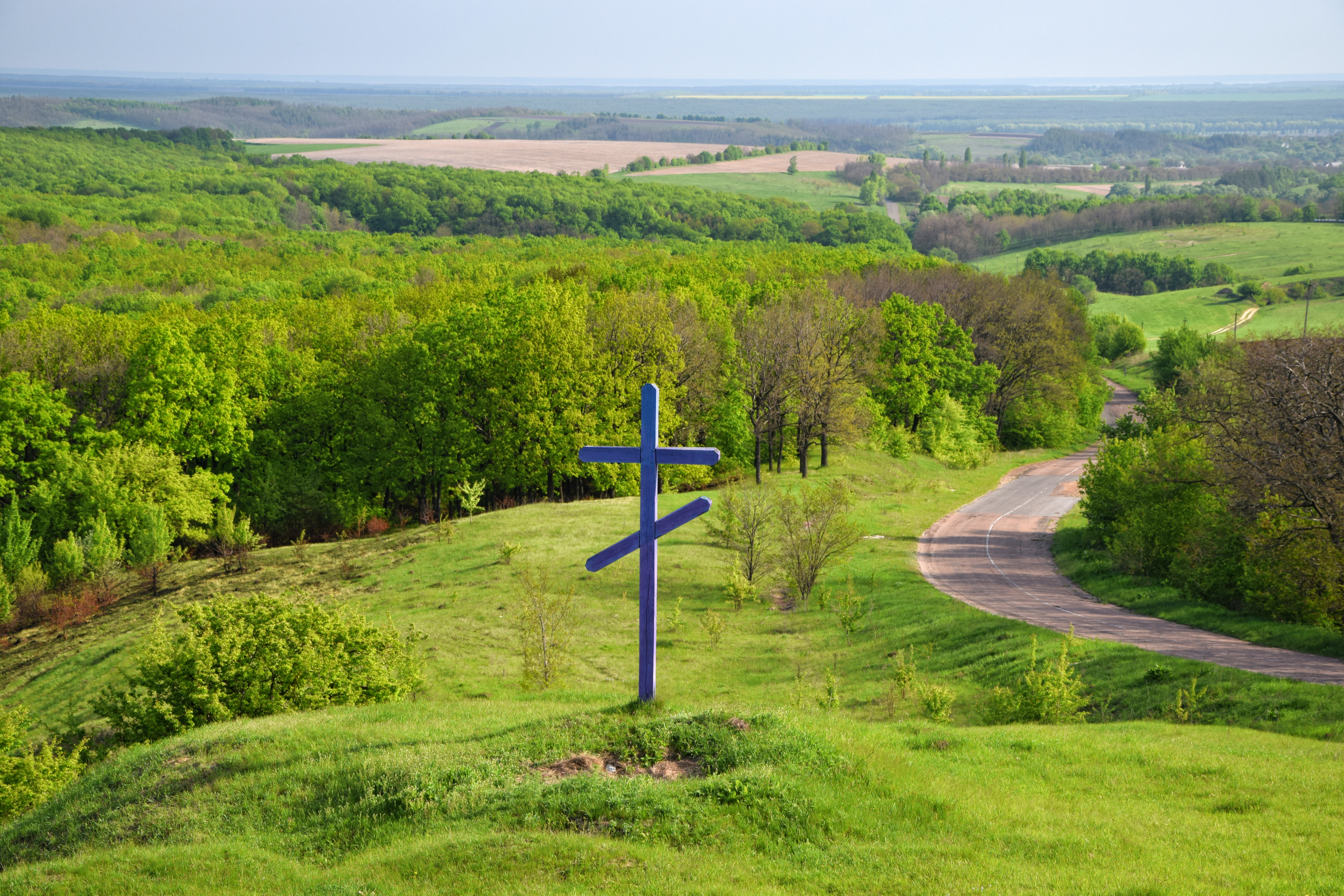
Краєвид на Атаманський парк з Жукової гори
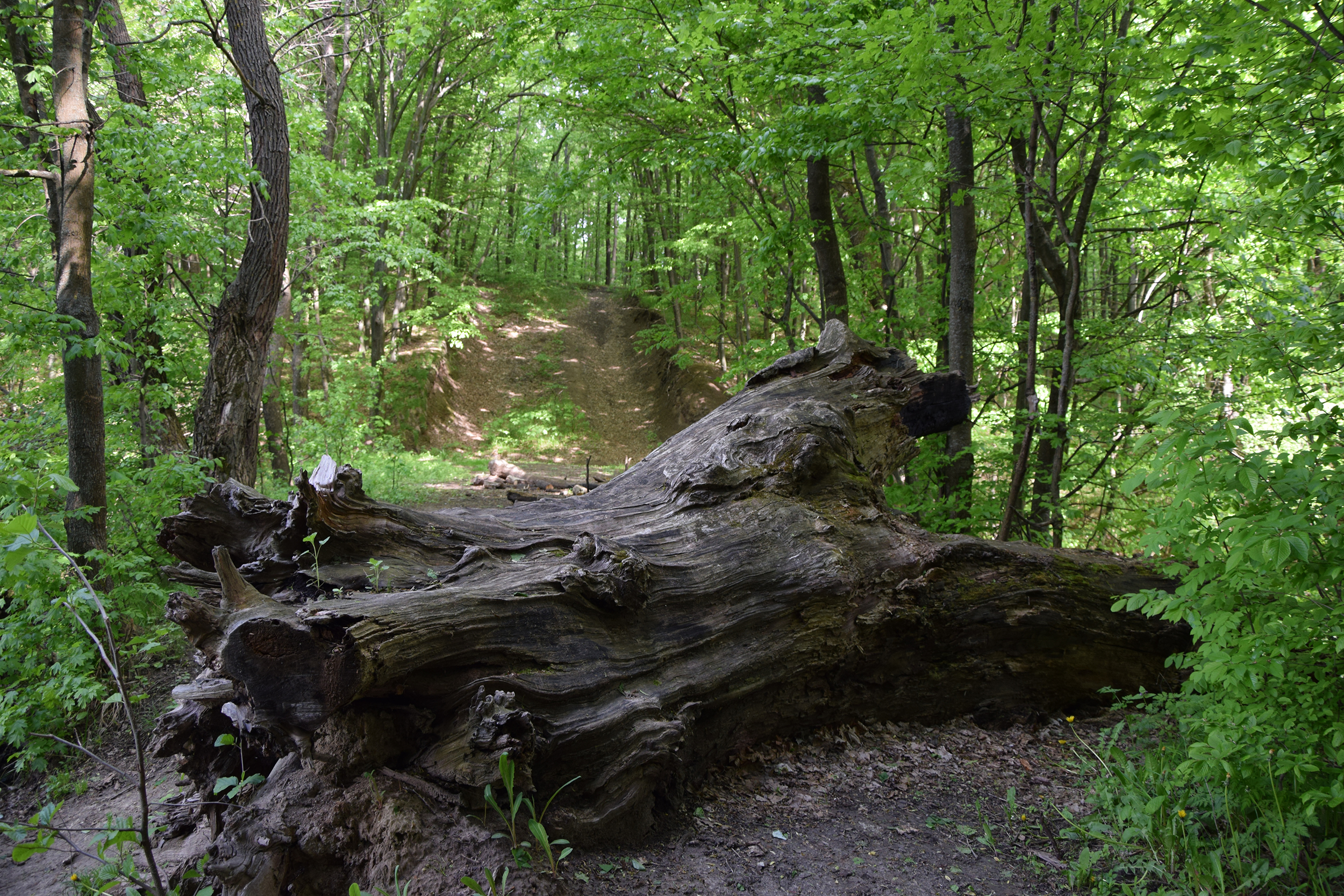
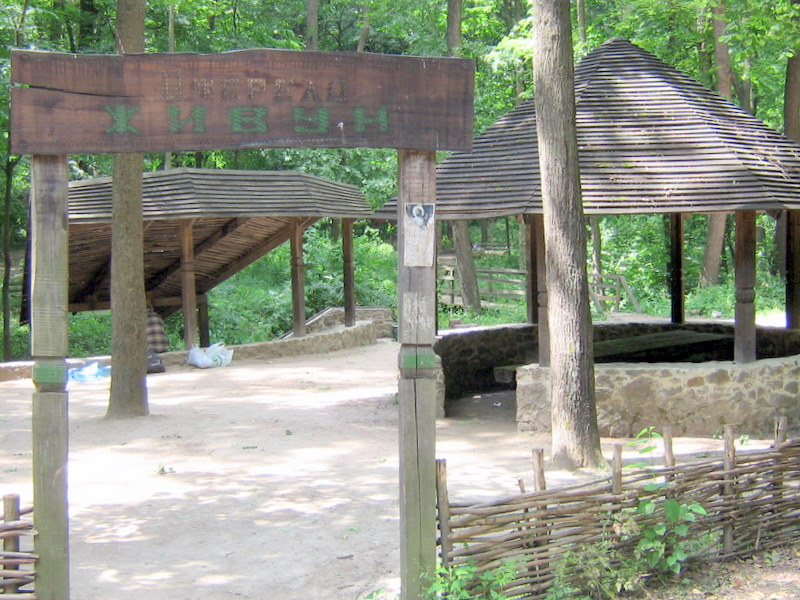
Джерело «Живун»
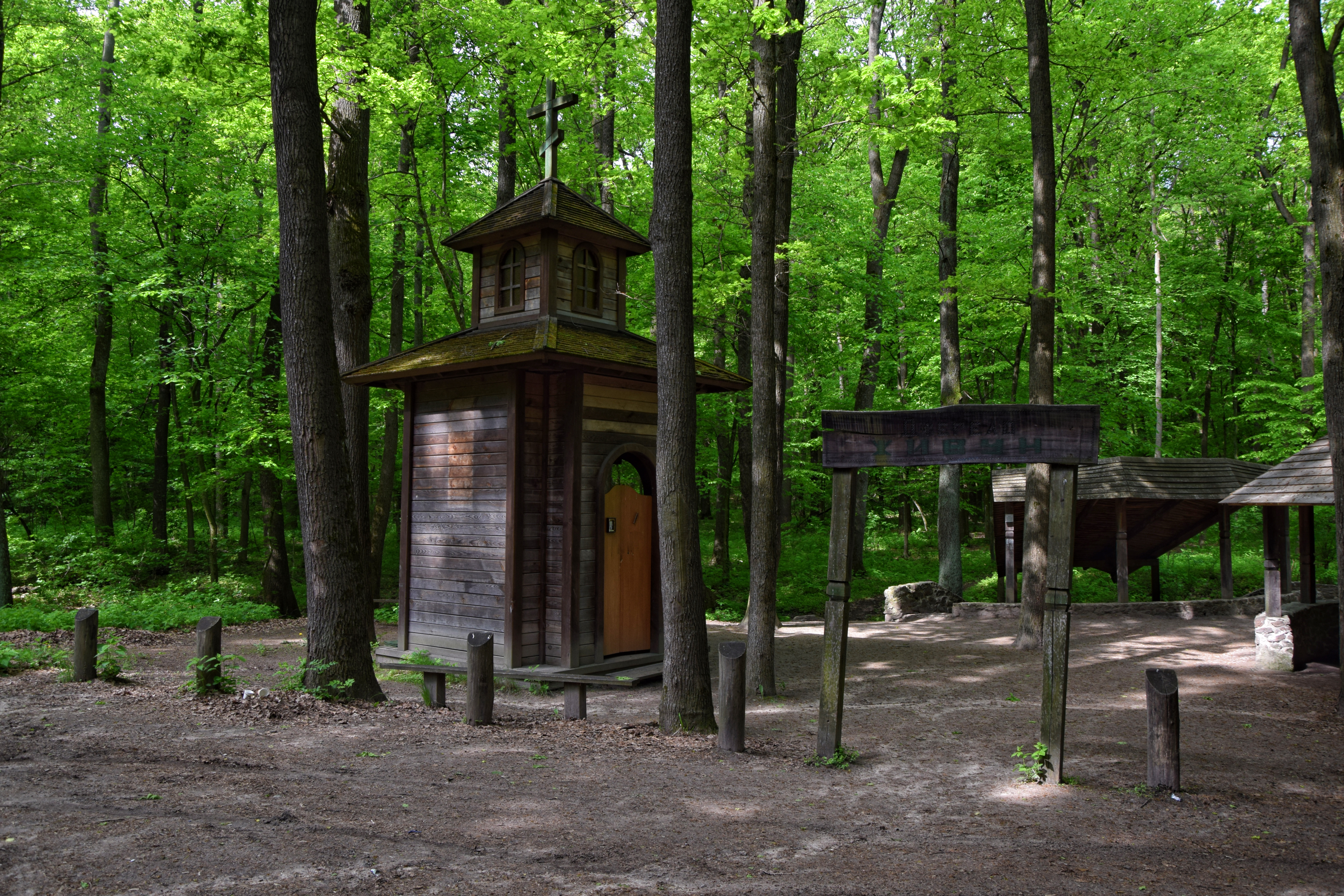
Джерело «Живун»
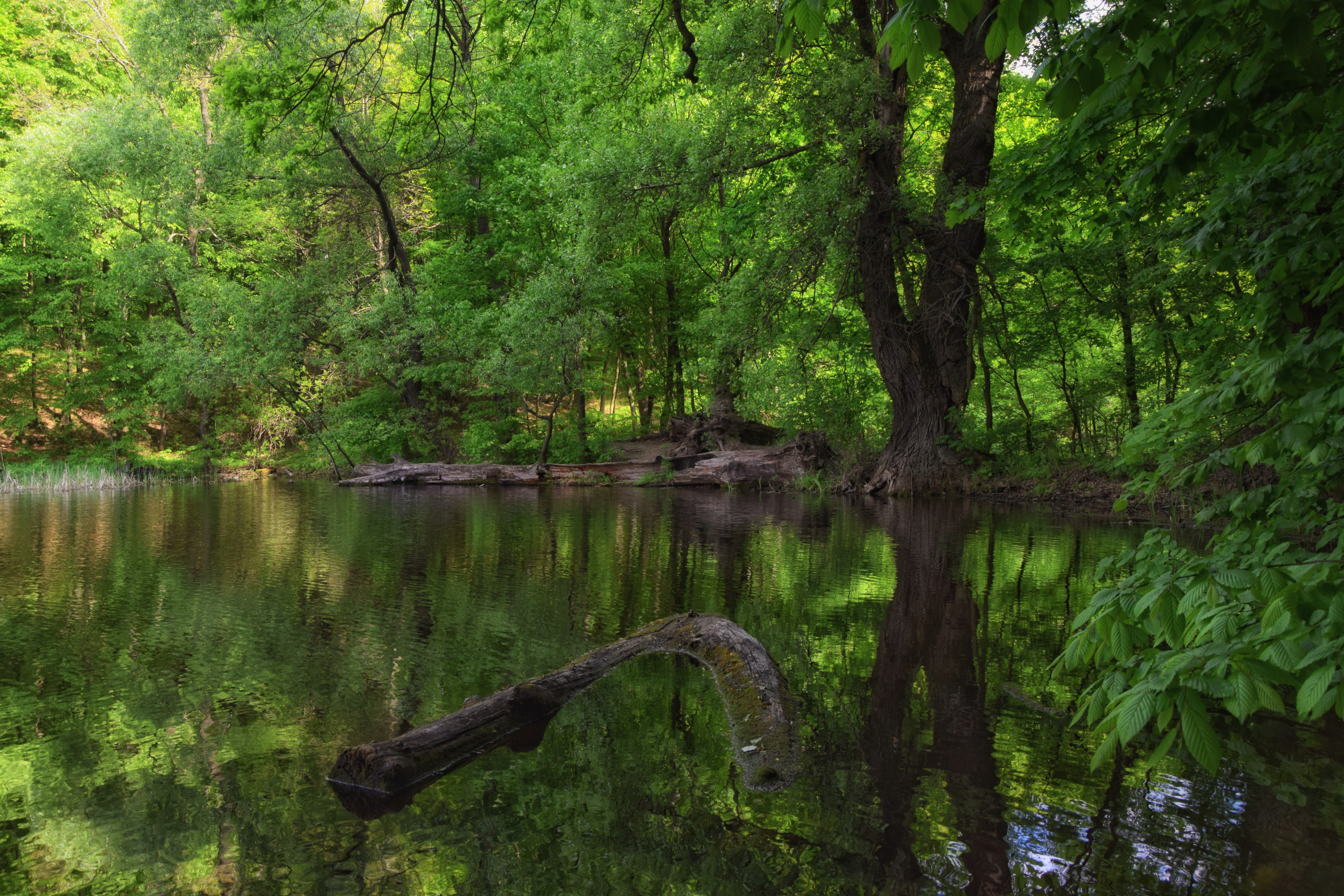
Ставок в Атаманському парку

## Примітки

Оглядова панорама долини з Атаманським парком ліворуч з оглядової щогли на Жуковій горі в Головківці